# Незнайомець
Незнайомець, (їд. Der Unbekanter) — польський фільм 1913 року мовою ідиш, знятий за творами Якоба Гордіна.

## В ролях
- Естер Рахель Камінська
- Регіна Камінська
- Віра Заславська
- Зіна Гольдштайн
- Герман Вайсман
- Якоб Ліберт